# Người Batak
Người Batak hay Batak là thuật ngữ tập hợp được sử dụng để chỉ một số nhóm sắc tộc Austronesia nói tiếng thuộc nhóm ngôn ngữ Batak ở Bắc Sumatra, Indonesia. Thuật ngữ này được sử dụng để chỉ bao gồm người Karo, Pakpak, Simalungun, Toba, Angkola, và Mandailing  là các nhóm liên quan với các ngôn ngữ và phong tục riêng biệt (adat).
Nhóm ngôn ngữ Batak là thành viên của ngữ tộc Malay-Polynesia thuộc ngữ hệ Nam Đảo.